# Eerste Slag bij Bull Run
De Eerste Slag bij Bull Run of Eerste Slag bij Manassas vond plaats op 21 juli 1861, en was de eerste grootschalige veldslag van de Amerikaanse Burgeroorlog.
Deze slag had de primeur dat troepen per spoor werden afgeleverd aan het front. Een bijzonderheid was ook dat het slagveld bezocht werd door "veldslagtoeristen" uit het nabijgelegen Washington, D.C. (slechts 40 km verderop), die weleens wilden zien hoe hun superieure leger de rebellen een lesje zou leren: maar het liep anders.
De Geconfedereerden met 30.000 manschappen onder leiding van brigadegeneraal P.G.T. Beauregard dienden aan het leger van 40.000 Unionisten (onder leiding van brigadegeneraal Irvin McDowell) een grote nederlaag toe.
De Zuidelijke naam voor deze slag is "Eerste Slag bij Manassas" omdat het Zuidelijke leger in het plaatsje Manassas haar hoofdkwartier had; terwijl dat van het Noordelijke leger in de buurt van het riviertje de Bull Run was. Ruim een jaar later zou de Tweede Slag bij Bull Run plaatsvinden.

## Achtergrond

Situatie in het noorden van Virginia (Juli 1861).
Zuidelijken
Noordelijken

Brigadegeneraal Irvin McDowell werd door president Abraham Lincoln benoemd tot bevelhebber van de Army of the Potomac. Eens benoemd werd McDowell voortdurend lastiggevallen door ongeduldige politici en burgers in Washington. Zij wilden via een snelle overwinning in een slag de overwinning behalen over het Zuidelijke leger in het noorden van Virginia. McDowell was echter verontrust over zijn leger. Dit leger had immers nog nooit een veldslag meegemaakt. McDowell werd gerustgesteld door generaal-majoor Winfield Scott, opperbevelhebber van de Noordelijk legers. “U bent een groentje, dat is waar. Maar uw soldaten zijn eveneens groentjes. Jullie zijn allemaal groentjes.”. Tegen beter weten in begon McDowell aan de campagne om de Zuidelijken te verslaan. Op 16 juli 1861 vertrok McDowell uit Washington met het tot dan toe grootste landleger in de geschiedenis in het noorden van Amerika. Het telde 35.000 soldaten, waarvan er 28.452 geschikt voor de strijd waren. McDowell had het volgende plan opgesteld. Hij verdeelde zijn leger in drie colonnes, waarbij twee ervan een afleidingsaanval zouden uitvoeren op de Zuidelijke linie bij de Bull Run. De derde colonne zou rond de Zuidelijke rechterflank marcheren om de spoorweg naar Richmond te vernietigen en de achterhoede van de Zuidelijken te bedreigen. Hij ging ervan uit dat deze bewegingen de Zuidelijken zouden dwingen om zich terug te trekken op een betere verdedigingslinie bij de rivier de Rappahannock. Dit zou de druk op de Noordelijke hoofdstad kunnen verlichten.
Het Zuidelijke leger van de Potomac telde 21.883 effectieven die onder leiding stonden van P.G.T. Beauregard. Ze hadden hun kamp opgeslagen nabij Manassas Junction op ongeveer 40 km van de Noordelijke hoofdstad. McDowell zou dit kleiner leger aanvallen. Terwijl generaal-majoor Robert Pattersons 18.000 soldaten de Army of the Shenandoah onder leiding van de Zuidelijke generaal Johnston zouden aanvallen. Johnstons leger telde 8.884 effectieven, versterkt met de brigade van Theophilus H. Holmes van ongeveer 1465 soldaten. Patterson moest Johnston en Holmes bezighouden zodat ze geen contact konden maken met Beauregards leger.

Situatie op 18 juli.

Na twee dagmarsen in de zinderende hitte mocht het Noordelijk leger rusten nabij Centreville. McDowell verkleinde de omvang van zijn leger door brigadegeneraal Theodore Runyon te detacheren met ongeveer 5.000 soldaten om zijn achterhoede te beschermen. Ondertussen zocht McDowell een manier om de linie van Beauregard te flankeren. Hij had zijn slaglinie bij Bull Run samengetrokken. Op 18 juli werd brigadegeneraal Daniel Tyler de opdracht gegeven om de Zuidelijke rechterflank te testen. Dit resulteerde in de Slag bij Blackburn's Ford, die alleen maar verliezen opleverden voor de Noordelijken.
McDowell zag zijn originele plan gedwarsboomd. Daarop besliste hij om de linkerflank (in het noordwesten) van het Zuidelijk leger te omzeilen en aan te vallen. Hij stuurde brigadegeneraal Daniel Tylers divisie naar de stenen brug over de Bull Run. De divisies van brigade generaal David Hunter en Samuel P. Heintzelman stuurde hij naar Sudley Springs Ford. Vanuit deze twee locaties kon het Noordelijke leger de achterhoede van het Zuidelijk leger aanvallen. De brigade van generaal Israel B. Richardson (Tylers Divisie) zou een nieuwe aanval uitvoeren bij Blackburn’s Ford om zo veel mogelijk vijandelijke eenheden vast te pinnen. Patterson zou Johnstons leger bezighouden, zodat de laatstgenoemde geen versterkingen zou kunnen sturen naar Beauregard. Hoewel McDowells plan op papier er zeer goed uitzag, had het toch enkele onvolmaaktheden. Het vroeg om troepenbewegingen die goed op elkaar afgestemd moesten zijn. Iets wat dit nieuwe leger nog niet onder de knie had. Het plan rekende op acties van Patterson waarin hij toen al niet volledig geslaagd was (Slag bij Hoke's Run). Daardoor had Johnston de kans gekregen om versterkingen te sturen naar Beauregard per trein.
Op 19 juli en 20 juli was het Zuidelijke leger versterkt door troepen van Johnston. Alleen de eenheden van brigadegeneraal Edmund Kirby Smith waren nog onderweg. De meeste versterkingen werden opgesteld in de omgeving van Blackburn’s Ford. Beauregard plande van daaruit een aanval op Centreville. Ook Johnston was te vinden voor dit plan. Mochten beide opponenten gelijktijdig hun plannen ten uitvoer gebracht hebben, zouden beiden geprobeerd hebben om elkaars tegenovergestelde flank te keren.
McDowell kreeg van zijn verkenners verwarrende informatie binnen. Hij riep de hulp in van de ballon Entreprise, ontwikkeld door prof. Thaddeus S. C. Lowe, om de vijandelijke posities te bepalen vanuit de lucht.

## De slag

Situatie ‘s morgens 21 juli

Om 02.30 uur in de ochtend van 21 juli stuurde McDowell de divisies van Hunter en Heintzelman (ongeveer 12.000 soldaten) vanuit Centreville in zuidwestelijke richting naar de Warrenton Turnpike en dan in noordwestelijke richting naar Sudley Springs. Tylers divisie marcheerde rechtstreeks naar de Stone Bridge. Deze troepen hadden weinig gevechtservaring en zorgden dan ook al snel voor logistieke problemen. Tylers divisie blokkeerde de marsroute van de eenheden die op weg waren naar de Turnpike. Toen ze de opmars naar Sudley Springs konden voortzetten, werd de opmars vertraagd door de slechte toestand van de wegen. Pas om 09.30 slaagden de troepen erin om de Bull Run over te steken. Rond 06.00u arriveerden de mannen van Tyler bij de Stone Bridge.
Om 05.15 uur vuurt de artillerie van Richardsons brigade enkele schoten af op Mitchell’s Ford, op de rechterflank van de Zuidelijken. Sommige van deze schoten raakten het hoofdkwartier van Beauregard terwijl hij aan de ontbijttafel zat. Hij gaf onmiddellijk het bevel om troepen te sturen naar de Noordelijke linkerflank bij Centerville. Maar door slechte communicatie werd dit bevel nooit uitgevoerd. Hoewel hij van plan was om brigadegeneraal Richard S. Ewell deze Zuidelijke aanval te laten leiden, kreeg Ewell enkel te horen dat hij zijn positie moest vrijwaren van vijandelijke aanvallen tot hij nieuwe orders kreeg. Brigadegeneraal David R. Jones moest het oprukken van Ewell ondersteunen, maar stelde vast dat hij alleen oprukte. Holmes die geacht werd te ondersteunen kreeg zelfs helemaal geen orders.

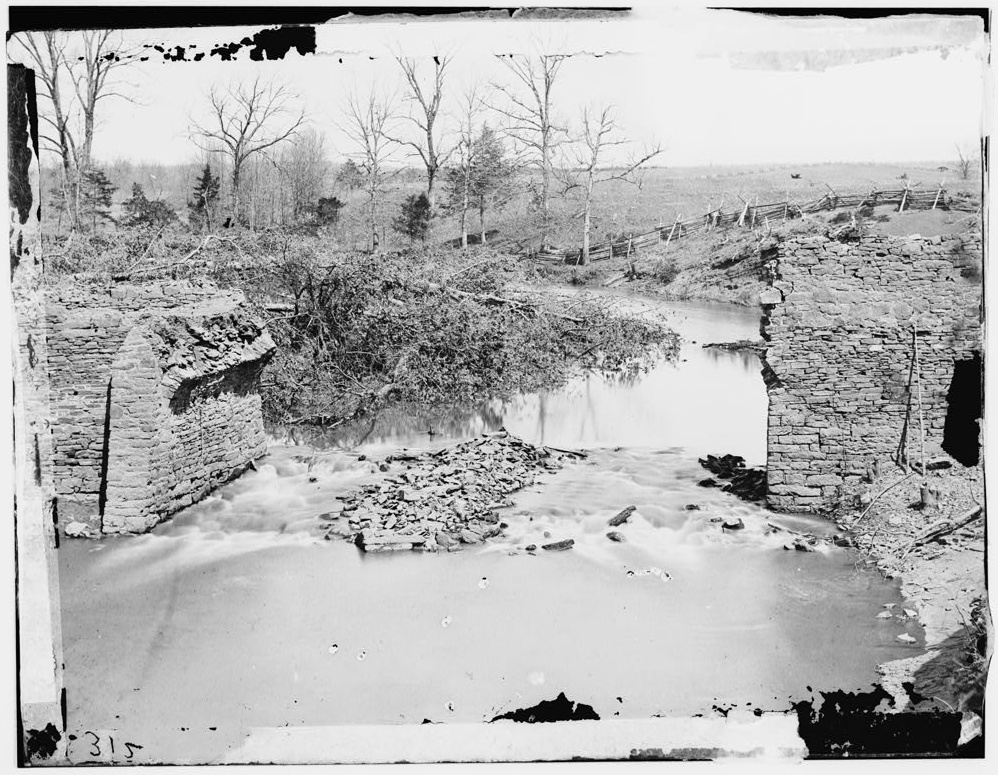
Ruïnes van Stone Bridge.

20.000 Noordelijke soldaten marcheerden naar de linkerflank van het vijandelijke leger. De enige soldaten die in hun weg lagen, waren de 1.100 mannen van kolonel Nathan George Evans. Evans had enkele van zijn eenheden naar de brug gestuurd om Tylers aanval op te vangen. Maar reeds snel vermoedde Evans dat de zwakke aanvallen van de brigade van brigadegeneraal Robert C. Schenck maar een afleiding was om de hoofdaanval te maskeren. Hij kreeg informatie van de grote Noordelijke flankeerbeweging van kapitein Edward Porter Alexander, die Beauregards verantwoordelijke was voor de seinsignalen. De seinsignalen werden voor de eerste maal gebruikt in een veldslag. De boodschap luidde: “Kijk uit voor je linkerflank, uw positie is in gevaar.” Shanks stuurde 900 van zijn mannen vanuit hun posities van Stone Bridge naar een nieuwe locatie op de hellingen van Matthews Hill, een kleine heuvel ten noordwesten van zijn vorige positie.
Evans kreeg versterkingen van twee andere brigades onder leiding van brigadegeneraal Barnard Elliot Bee junior en kolonel Francis S. Bartow. Dit bracht de sterkte op ongeveer 2.800 soldaten. Ze slaagden erin om de opmars van de brigade van Ambrose E. Burnside te vertragen, terwijl Burnside probeerde om de Bull Run over te geraken. Een van Tylers brigadegeneraals vond een onbewaakte oversteekplaats, stak over en viel de Zuidelijke verdedigers aan in hun flank. Zijn naam is William T. Sherman. Deze verrassingsaanval en de opgevoerde druk van de eenheden van generaal-majoor George Sykes, zorgden ervoor dat de Zuidelijke linie rond 11.30 uur in elkaar stortte. De Zuidelijken trokken zich terug richting Henry House Hill.
Terwijl de restanten van Evans, Bees en Bartows brigades zich terugtrokken, kregen ze dekking van de artilleriebatterij onder leiding van kapitein John D. Imboden. Dit vertraagde de Noordelijke opmars genoeg om de Zuidelijken de kans te geven zich te hergroeperen op Henry House Hill. De generaals Johnston en Beauregard kwamen deze troepen tegemoet vanuit hun hoofdkwartier. De Zuidelijken kregen nog meer tijd om hun posities te consolideren omdat McDowell het bevel gaf tot een bombardement van de vijandelijke posities in plaats van onmiddellijk verder op te rukken. De Zuidelijken werden onder vuur genomen door de batterijen van kapitein James B. Ricketts en kapitein Charles Griffin.
De brigade van kolonel Thomas J. Jackson arriveerde rond de middag bij Henry House Hill om de Zuidelijke linie te versterken. Hij werd vergezeld door Hampton’s Legion onder leiding van Wade Hampton III en de cavalerie van kolonel J.E.B. Stuart. Jackson stelde zijn troepen op aan de andere zijde van de heuvel zodat ze niet onder rechtstreeks vijandelijk vuur kwamen te liggen. Hij verzamelde 13 kanonnen om zijn defensieve linie te versterken. Deze kanonnen vuurden vanaf de heuveltop, werden naar de andere zijde van de heuvel gebracht om te herladen en dan opnieuw naar de top gebracht om te vuren. Ondertussen werden de Noordelijke batterijen van Ricketts en Griffin dichter bij het front geplaatst om de Noordelijke infanterie van dichtbij te kunnen ondersteunen. Er brak een hevig artillerieduel uit tussen de 11 kanonnen van de Noordelijken en de 13 kanonnen van Jackson. De Noordelijke artillerie had weinig effect op de Zuidelijke.

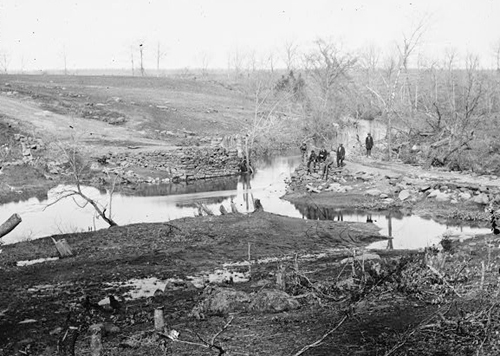
Cub Run in Centreville: Zicht op de vernietigde brug

Een van de slachtoffers van het bombardement was Judith Carter Henry. Ze was een 85 jaar oude weduwe en invalide. Ze kon haar slaapkamer in Henry House niet verlaten en werd gedood door een inslaande granaat.
“De vijand neemt ons te grazen”, riep Bee uit tegen Jackson. Jackson was een voormalig professor aan de Virginia Military Institute en zou geantwoord hebben: “Meneer, we zullen ze onze bajonet laten voelen.” Onder de indruk van Jackson liet Bee zijn eenheden hergroeperen door te roepen: “Daar staat Jackson als een stenen muur. Volg mij en laat ons hier vechten om te overwinnen.” Er is enige onenigheid over de ware toedracht van deze uitspraak. Bee werd net na deze uitspraak dodelijk getroffen en geen enkele van zijn officieren heeft iets op papier gezet na de slag. Majoor Burnett Rhett, stafchef van generaal Johnston was furieus dat Jackson in eerste instantie de eenheden van Bee, Evans en Bartow niet te hulp gekomen was. Zij die deze versie geloven, denken dat Bee deze uitspraak op een cynische manier heeft uitgesproken.

Aanval op Henry House Hill, 14.00 uur

Griffin besloot om twee van zijn kanonnen naar het zuidelijke uiteinde van de slaglinie te brengen om de Zuidelijke beter te kunnen beschieten. Rond 15.00 uur werden deze kanonnen onder de voet gelopen door de 33ste Virginia. Deze Zuidelijke soldaten waren in blauwe uniformen gekleed wat enige verwarring bracht bij Griffin. Toen de fout te laat gezien werd, was het te laat. Om dit succes uit te buiten, stuurde Jackson twee extra regimenten om de rest van Ricketts artillerie aan te vallen. Door verschillende Noordelijke tegenaanvallen, verwisselden de kanonnen verschillende keren van eigenaar.
De inname van de Noordelijke kanonnen keerde het tij van de veldslag. Hoewel McDowell 15 regimenten had ingezet om de heuvel te veroveren, wat een overmacht van 2 tegen 1 betekende, werden niet meer dan 2 regimenten tegelijkertijd ingezet. Jackson hield de druk op de ketel hoog. Hij zei tegen de 4th Virginia infantry: “Wacht met vuren tot de vijand op een afstand van 50 meter is! Vuur dan en val aan met de bajonet! Wanneer je aanvalt, schreeuw zoals nooit tevoren!” Tegen 16.00u werden de laatste Noordelijke eenheden teruggedrongen van Henry House Hill door een charge van twee regimenten van kolonel Philip St. George Cockes brigade.

De Noordelijken trekken zich terug, 16.00 uur

Meer naar het westen werd de Chinn Ridge bezet door kolonel Oliver O. Howards brigade van Heintzelmans divisie. Rond 16.00 uur werden ze aangevallen door twee Zuidelijke brigades die net aangekomen waren van de Shenandoah vallei. Jubal A. Early’s brigade en Kirby Smiths brigade, die onder leiding stond van kolonel Arnold Elzey nadat Smith gewond geraakt was, verpletterden Howards brigade. Beauregard gaf het bevel om zijn volledige slaglinie te laten oprukken. McDowells leger brak en trok zich terug.
De aftocht verliep relatief ordelijk tot aan de Bull Run, maar het werd slecht geleid door de Noordelijke officieren. Een Noordelijke kar werd op de brug geraakt door een kanonskogel. Dit veroorzaakte paniek in de troepen die de brug nog over moesten. Toen ze voorbij Centreville geraakten, hadden de meesten hun uitrusting weggegooid. McDowell gaf het bevel aan kolonel Dixon S. Miles' divisie om als achterhoede te functioneren, maar hij slaagde er niet in om de troepen te hergroeperen voor ze aan de poorten van Washington stonden. Door de chaos werden enkele honderden Noordelijke soldaten gevangengenomen. Er waren ook verschillende hooggeplaatste functionarissen en hun familie aanwezig om de slag van nabij mee te maken. Toen het Noordelijk leger de aftocht blies, waren de wegen geblokkeerd door vluchtende burgers en hun koetsen.
Beauregard en Johnston rukten na de slag niet op naar Washington, ondanks het aandringen van president Jefferson Davis. Hij was net op tijd gearriveerd om de Noordelijken te zien vluchten van het slagveld. Een poging van Johnston en twee van zijn brigades onder leiding van brigadegeneraal Milledge L. Bonham en James Longstreet om de vluchtende Unie troepen te onderscheppen mislukte. Door onderlinge ruzie en vijandelijk vuur van de Noordelijke achterhoede, besliste Bonham om de aanval niet in te zetten.

## Gevolgen
De Noordelijken telden 460 gesneuvelden, 1.124 gewonden en 1.312 gevangenen of vermisten. De Zuidelijke verliezen bedroegen 387 gesneuvelden, 1.582 gewonden en 13 vermisten. Kolonel Francis S. Bartow was de eerste Zuidelijke brigadecommandant die sneuvelde in het conflict. Generaal Bee werd zwaargewond en zou de volgende dag sterven.
De Noordelijken vreesden nu dat de Zuidelijke troepen zouden oprukken naar Washington D.C. zonder enige tegenstand. Op 24 juli werd de ballon van prof. Lowe opnieuw ingezet om de Zuidelijke bewegingen rond Manassas Junction en Fairfax te observeren. Hij zag geen bewijs van oprukkende vijanden. Hij moest wel landen in vijandelijk gebied, waardoor hij pas de volgende dag gered werd en naar het Noordelijk hoofdkwartier gebracht kon worden. Zijn verslag gaf opnieuw moed aan de Noordelijke bevelhebbers.
Beauregard werd bevorderd tot generaal in het Zuidelijk leger door president Davis. Stonewall Jackson, de persoon die op tactisch vlak het meest bijgedragen heeft aan de slag, kreeg geen speciale erkenning. De erkenning zou pas volgen na de campagne in 1862. Irvin McDowell werd vervangen door generaal-majoor George B. McClellan. Deze laatste werd benoemd tot opperbevelhebber van alle Noordelijke strijdkrachten. McDowell zou opnieuw een slechte beurt maken tijdens de Tweede Slag bij Bull Run, toen het leger van generaal-majoor John Pope verslagen werd door Robert E. Lee. Patterson werd eveneens van zijn commando ontheven.
De benaming van de slag zorgt reeds vanaf 1861 voor problemen. Het Noordelijke leger benoemde de veldslagen naar waterlopen. Terwijl de Zuidelijken dezelfde veldslagen naar steden of dorpen een benaming gaven. De National Park Service gebruikt de naam Manassas. Terwijl de Noordelijke benaming Bull Run zeer populair is in de literatuur.
Op het slagveld was er grote verwarring tussen de vlaggen van de opponenten. Hierdoor namen de Zuidelijken een nieuwe vlag aan, namelijk de Vlag van de Geconfedereerde Staten van Amerika.
Eerste Slag bij Bull Run · Tweede Slag bij Bull Run · Slag bij Antietam · Slag bij Fredericksburg · Slag bij Chancellorsville · Slag bij Gettysburg · Slag in de Wildernis · Slag bij Spotsylvania Court House · Slag bij Cold Harbor · Beleg van Petersburg